# Mysz i wielbłąd
Mysz i wielbłąd (ros. Мышь и верблюд) – radziecki krótkometrażowy film animowany z 1987 roku w reżyserii Władimira Piekara oparty na motywach mongolskiej bajki ludowej.

## Obsada (głosy)
- Wsiewołod Łarionow

## Wersja polska
- Wersja polska: Studio Opracowań Filmów w Warszawie
- Reżyseria: Krzysztof Szuster
- Dialogi: Joanna Klimkiewicz
- Dźwięk: Zdzisław Siwecki
- Montaż: Jolanta Nowaczewska
- Kierownictwo produkcji: Jan Szatkowski

Źródło: